# 花脉紫金牛
花脉紫金牛（学名：Ardisia perreticulata）为报春花科紫金牛属下的一个种。

## 扩展阅读
維基物種上的相關：花脉紫金牛